# Carl Heinrich Theodor Knorr
Carl Heinrich Theodor Knorr (Meerdorf, 15 maggio 1800 – Heilbronn, 20 maggio 1875) è stato un imprenditore tedesco, fondatore delle industrie alimentari Knorr.

## Biografia
Carl Heinrich Theodor Knorr fu figlio di Johannes Christian Julius Knorr (1766–1832), insegnante e cantore. La madre fu Johanna Dorothea Henriette Knorr, nata Rosenthal (1762–1845). Carl Heinrich Knorr intraprese la professione di commerciante e sposò nel 1828 Henriette Ziegenmeyer a Süpplingenburg e si trasferirono a Osterode am Harz. Nel 1829 nasce la figlia Henriette Caroline Juliane Emma Knorr (1829–1901). Nel 1834 muore la moglie e Knorr con la figlia si trasferiscono a Hanau.
Un viaggio di lavoro portò Knorr a Heilbronn, dove incontrò la figlia di un altro commerciante, Amalie Henriette Caroline Seyffardt (1806–1867). Il 24 aprile 1838 si sposarono. Dall'unione nacquero cinque figli: Anna Knorr (1839–1875), che sposò Carl Monninger a Londra, Olga Knorr (1840–1911), Ludwig Otto Knorr (1841–1842), Carl Heinrich Eduard Knorr (1843–1921) e Alfred Knorr (1846–1895). Carl Heinrich Eduard e Alfred entreranno poi nella società familaire.

Knorr nel 1838 riceve la licenza dal comune di Heilbronn per aprire un negozio di alimentari e articoli coloniali (nella odierna Kaiserstraße 7). L'annuncio dell'apertura dell'attività viene pubblicato sul Heilbronner Intelligenzblatt: 
Heilbronn, d. 29. Aug. 1838.
C. H. Knorr,
in der Kramstraße neben Drei König.»
Ricevette anche „von der Stadt Heilbronn die Pacht des „Schlachthaus-Beletage-Stocks“ auf die Dauer von vier Jahren zur Errichtung einer Trocknungsanlage für Cichorie.“. Due anni più tardi riceve quote dal contratto di locazione per la Fleischhaus. Il capitale iniziale di Knorr fu di 8.667 Gulden dei quali 2/3 erano la dote di Caroline Seyffardt. Con tali denari C. H. Knorr fonda una Zichorienfabrik, per la produzione di caffè surrogato di cicoria (Zichorie). La concessione per l'attività avvenne il 28 settembre 1838. La sede fu presso la sponda ovest del Neckar, oggi quartiere ferroviario di Heilbronn. Il surrogato venne venduto in Württemberg, Baden, Baviera e Svizzera.
Nel 1855 Knorr vende la fabbrica, con 53 dipendenti, a August Cloß, fratello del figlio della sorella Johann Friedrich Cloß (sposato con Emma Knorr). Nel 1857 fonda un'attività per la fabbricazione di lieviti, con mulino e telaio, fissaggio, follatura. L'attività non ebbe grande successo e la chiuse nel 1858.
Successivamente fonda la C. H. Knorr Engros-Geschäft in Reis, Gerste, Sago und Landesprodukten in Sülmerstraße 37. 
Nel 1862 Knorr fu Agent in Landesprodukten (prodotti agricoli), con sede a Rosenbergstraße 24 (Kreuzung Rollwag-/Wilhelmstraße).
Con i figli Carl e Alfred prosegue l'attività di commercio agricolo e anche di alimentari. 
Negli anni'70 fabbricarono farine viarie, con il marchio Bienenkorb, miscele semipronte di legumi vari come zuppe pronte. 
Carl Heinrich Theodor Knorr muore il 20 maggio 1875, viene sepolto al Alten Friedhof a Heilbronn.